# 野口五郎岳

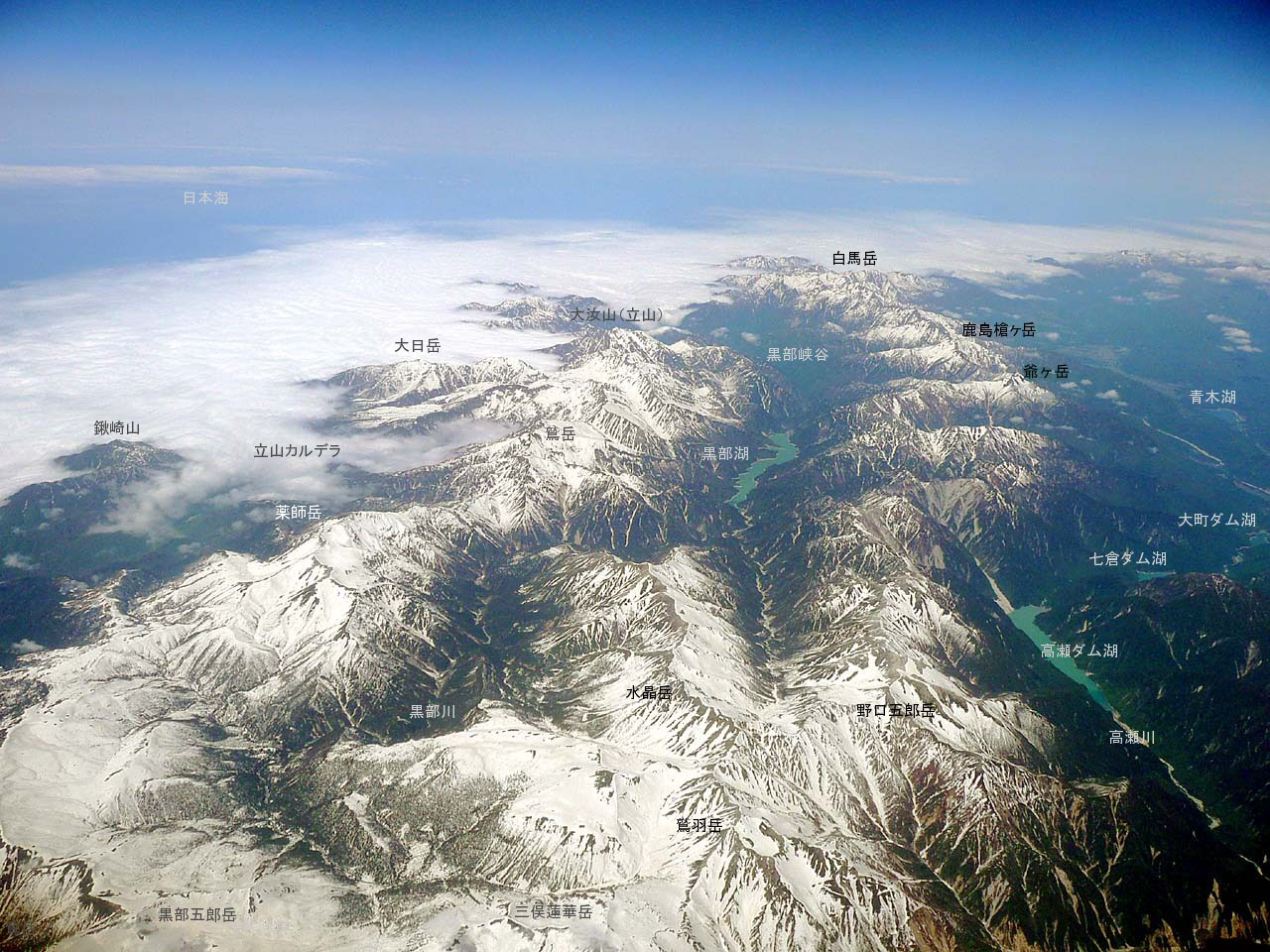
黒部川源流部と写真右下に野口五郎岳がある

野口五郎岳（のぐちごろうだけ）は、飛騨山脈中部にある、標高2,924mの山。

## 概要
山頂付近は大石が堆積していて、灰色で茫洋とした山容が特徴的な山である。
名前の「野口」は、この山が属する長野県大町市の集落「野口」に由来し、「五郎」とは大きな石が転がっている場所を表す「ゴーロ」の当て字である。
歌手の野口五郎（本名：佐藤靖）は岐阜県美濃市出身であるが、芸名はこの山に由来する。
西側斜面には明瞭な圏谷（カール）である野口五郎カールが見られ、カール底にはモレーン堆積で形成された氷河湖の五郎池がある。

## ギャラリー

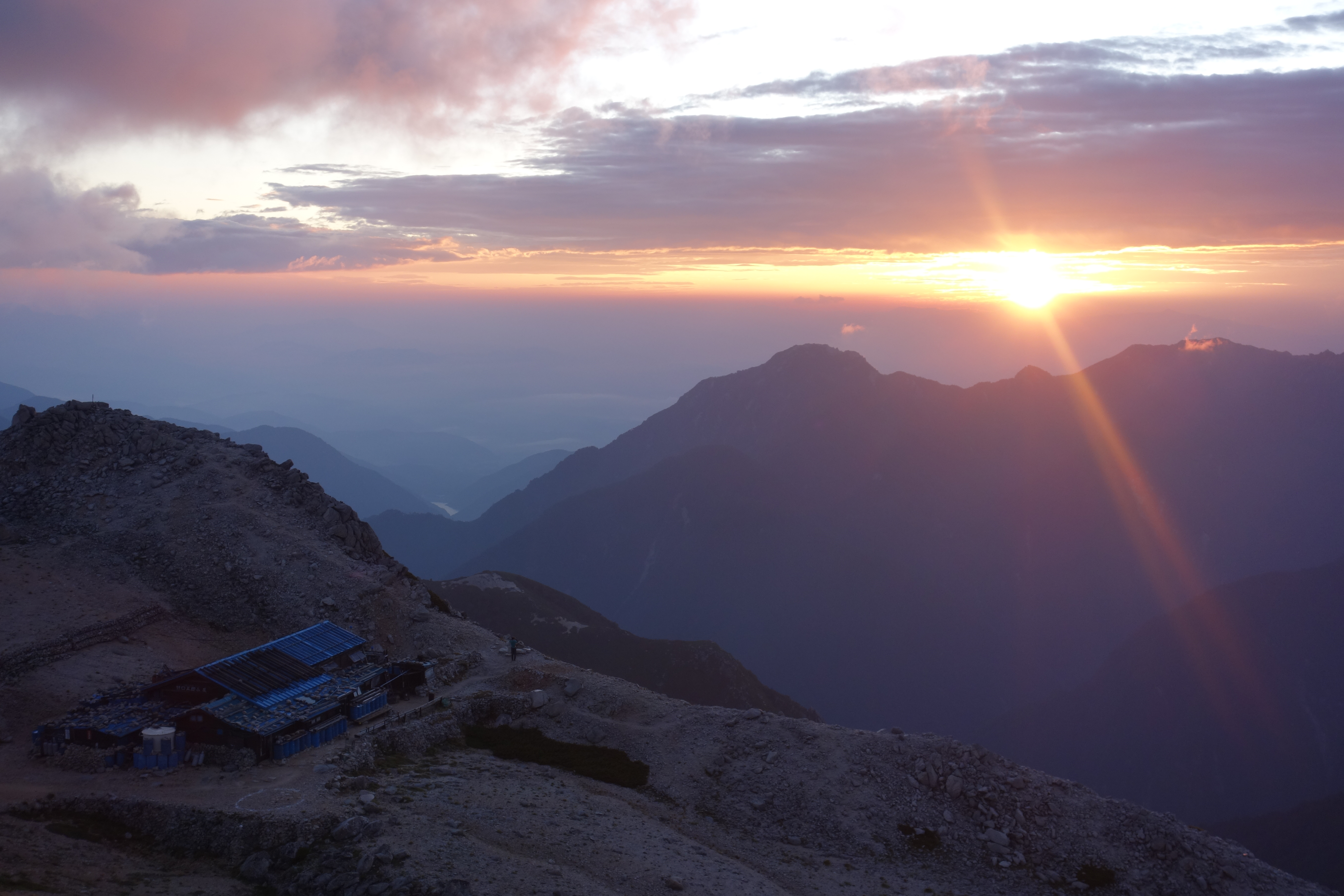
野口五郎小屋と日の出（右奥は餓鬼岳）
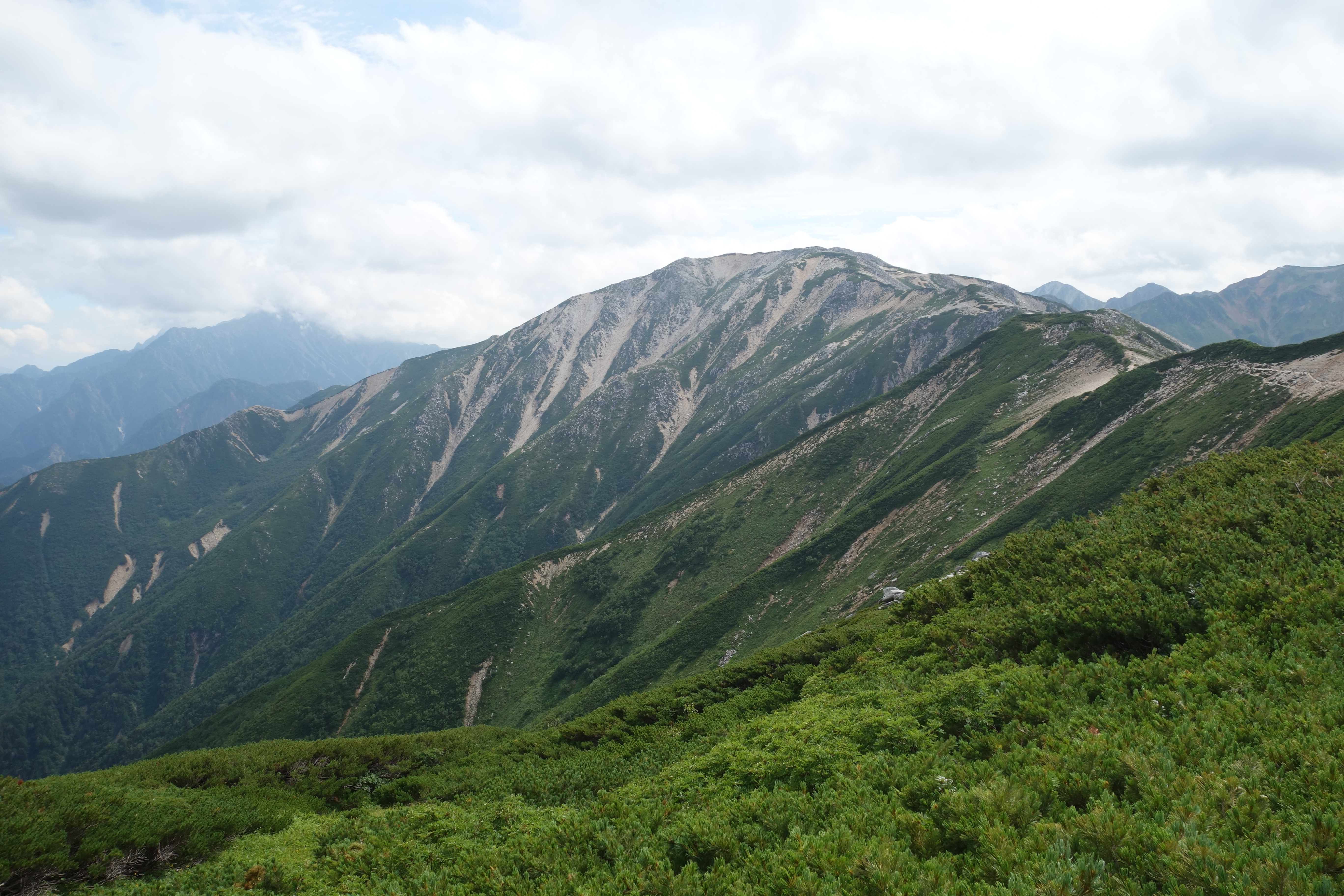
三ツ岳からの野口五郎岳（北面）
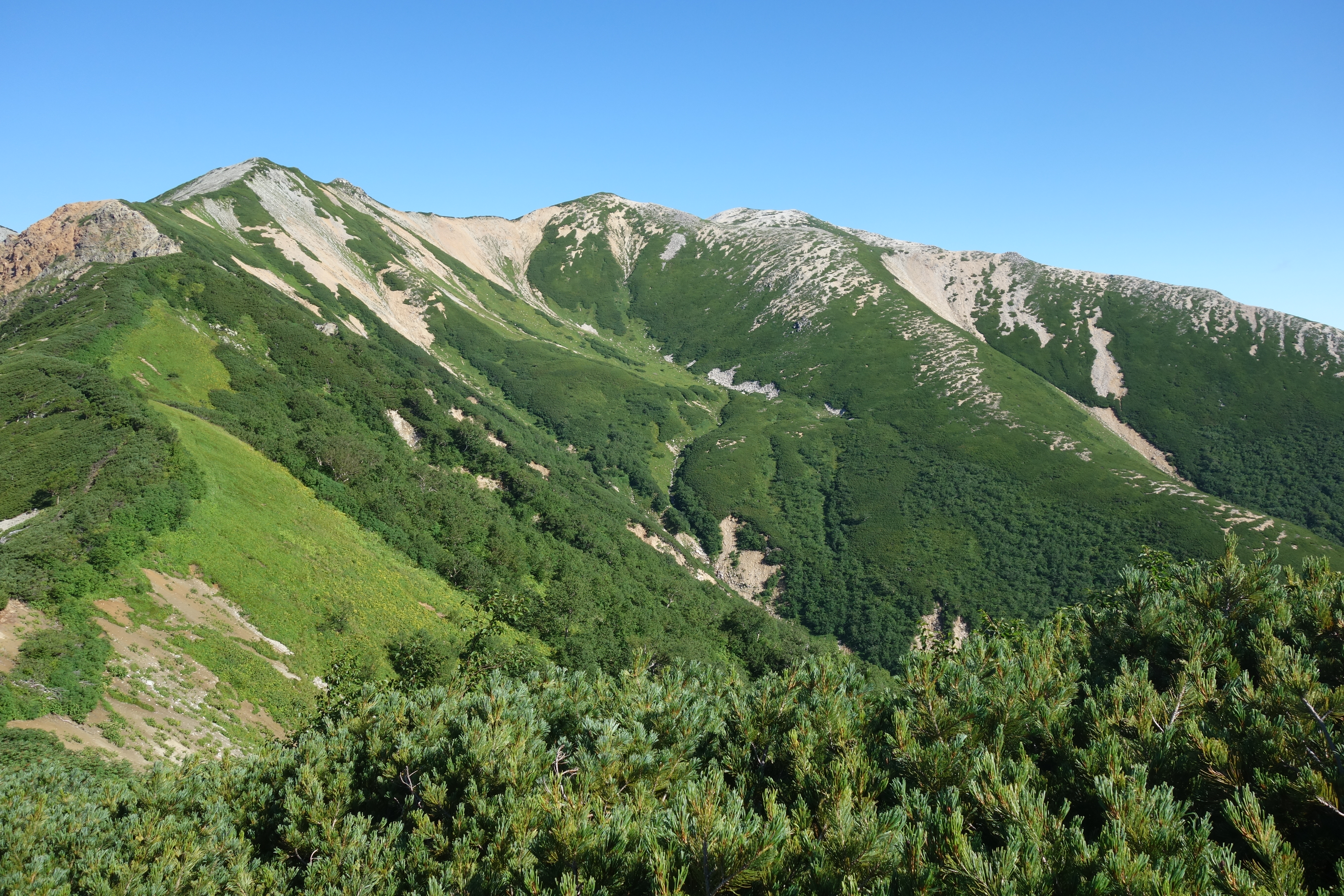
南真砂岳からの野口五郎岳（南東面）
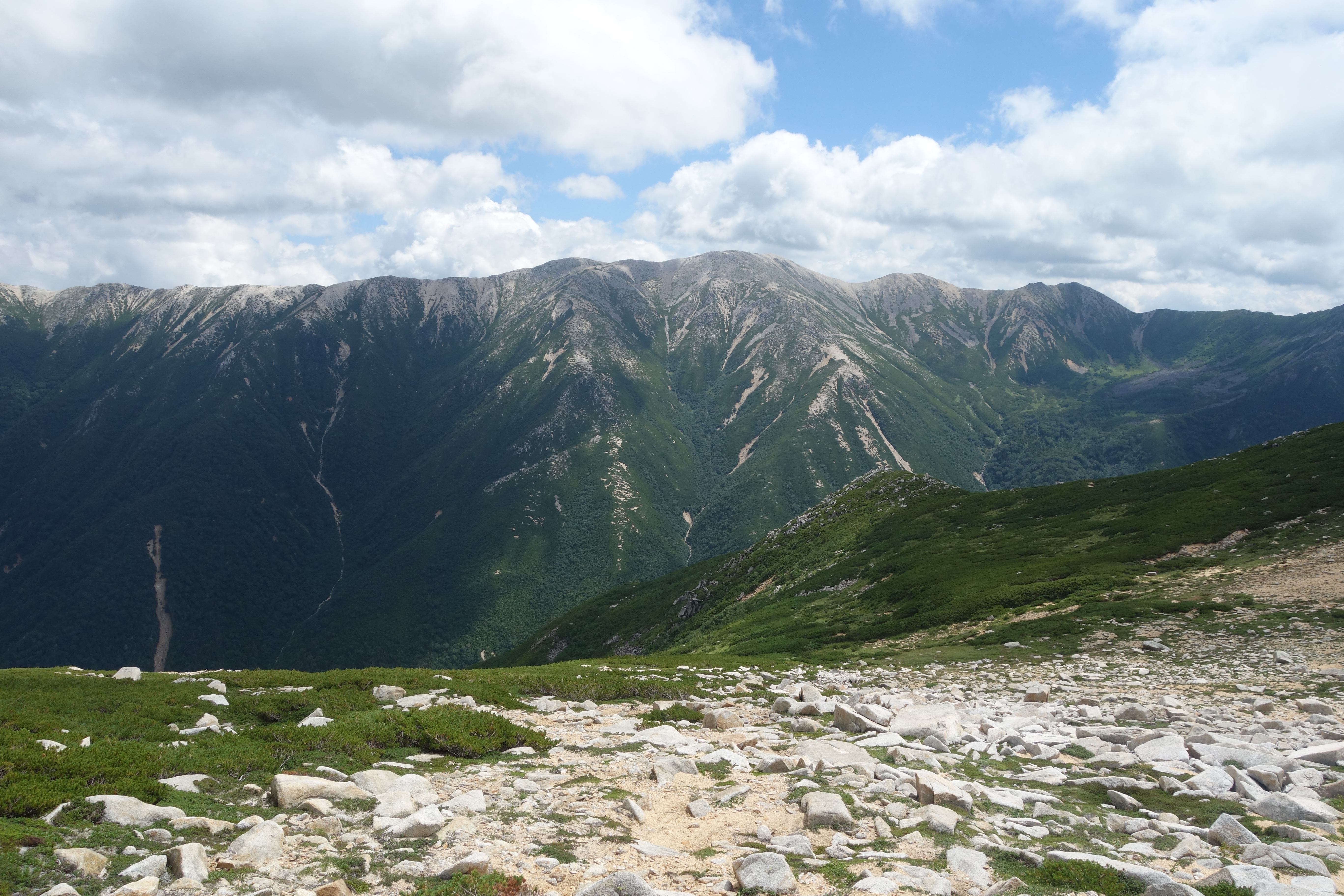
温泉沢ノ頭付近からの野口五郎岳（西面）

## 近隣の山
- 烏帽子岳
- 水晶岳

## 近隣の小屋
- 雲ノ平山荘（キャンプ場あり）
- 水晶小屋
- 野口五郎小屋
- 烏帽子小屋（キャンプ場あり）